# Шэнь Юэ
Шэнь Юэ́ (кит. трад. 沈約, упр. 沈约, пиньинь Shěn Yuē 441 — 513) — китайский политический деятель, ученый, буддистский идеолог, историк, писатель и поэт времен империй Южная Ци и Лян.

## Биография
Родился в 441 году в уезде Укан округа Уцзюнь (территория современного городского округа Хучжоу провинции Чжэцзян). Происходил из семьи высокопоставленного чиновника. О его жизни известно мало. Занимал ответственные должности в административном аппарате империй Южная Ци и Лян.

## История
Является автором ряда исторических произведений, прежде всего «Книги Сун» («Суншу»), вошедшей в число 24 официальных династийных историй Китая, а также впоследствии утраченной «Книги Цзинь» («Цзиньшу»).

## Поэзия
Шэнь Юэ является основателем теории стихосложения, которая имела решающее значение для определенных форм поэзии династии Тан, в частности «луши». Также он сформулировал жанр «юэфу».
В его литературном творчестве прослеживается влияние школ даосизма Шанцин-пай и Чжэнъи-дао (членство в последней было традицией клана Шэнь). Также является автором любовной лирики, в частности поэмы «Шесть стихотворений на память».

## Буддизм
Его произведения представлены в буддистской антологии VII ст. «Гуан Хун минцзи» ("Расширенная Сборка «Светоч истины, который распространяется»). Главный из них — «Смысл соотношения телесной формы и духа» («Син шэнь и»), «Смысл неуничтожимости духа» («Шэнь бу ме и»), «Смысл возражений „Суждения об уничтожении духа“ Фань Чжэня» («Нань Фань Чжэнь шеньме и»), комментарий к материалам полемики вокруг трактата философа—материалиста Фань Чжэня, «Суждения об уничтожении духа» («Шеньмелунь»). Будучи оппонентом Фань Чжэня, Шэнь Юэ полностью отвергал тезис о субстанциальном единстве «телесной формы» (син) и «духа» (шэнь), отстаивая идею «неуничтожимости духа» (шеньбуме).